# WOH G64
WOH G64 ist einer der größten bekannten Sterne. Er befindet sich in der Großen Magellanschen Wolke, einer Begleitgalaxie der Milchstraße und ist im Sternbild Schwertfisch zu finden, welches sich auf der südlichen Himmelshalbkugel befindet.
WOH G64 ist ein Roter Hyperriese, um den sich ein dicker Staubring mit einem Durchmesser von etwa 30.000 AE gebildet hat. Der Stern, der durch das Ausstoßen von Materie in den Staubring bereits einen großen Teil seiner ursprünglichen Masse eingebüßt hat, wird in etwa 1.000 bis 10.000 Jahren als Supernova explodieren.